# ألان بوتشر
ألان بوتشر (7 يناير 1954 في المملكة المتحدة - ) (بالإنجليزية: Alan Butcher)‏ هو لاعب كريكت بريطاني. شارك مع منتخب إنجلترا للكريكت. أما مع النوادي، فقد لعب مع نادي مقاطعة سري للكريكت ‏ ونادي مقاطعة غلاموركن للكريكت ‏.

## وصلات خارجية
- ألان بوتشر على موقع إي آس بي آن كريك إنفو (الإنجليزية)